# Pećigrad
Pećigrad falu Bosznia-Hercegovinában, a Bosznia-hercegovinai Föderáció Una-Szanai kantonjában.

## Fekvése
Bosznia-Hercegovina északnyugati részén, Bihácstól légvonalban 26, közúton 40 km-re, Cazin központjától légvonalban 10, közúton 16 km-re észak-északnyugatra levő erdős, dombos vidéken, a Cazin - Velika Kladuša főút mentén fekszik. 

## Népessége
| Nemzetiségi csoport | Népesség 1991 | Népesség 2013 |
| ------------------- | ------------- | ------------- |
| Szerb               | 5             | 0             |
| Bosnyák             | 1100          | 857           |
| Horvát              | 2             | 11            |
| Jugoszláv           | 12            | 0             |
| Egyéb               | 16            | 92            |
| Összesen            | 1135          | 960           |

## Története
A középkori Pécset 1334-ben a zágrábi káptalan birtokjegyzékében említi először Ivan goricai főesperes, mint a főesperességhez tartozó plébániát. A Pécs és Kladusapécs néven is ismert itteni vár 1368-ban királyi várként tűnik fel az írott forrásokban. Későbbi tulajdonosai ismeretlenek, egészen 1500-ig, amikor a laki Thúz család tulajdonában találjuk. Ezután Gušić György özvegyének kezén volt, majd 1513-tól Török Mihályé lett. A fenyegető török veszély hatására a 16. század elején Pécs várát a bihácsi főkapitányság alárandeltségébe helyezték. 1563-ban Lenkovics Iván főkapitány a császárnak küldött jelentésében birtokosaként Türk Mihályt említi. A várban ekkor 12 fős királyi őrség állomásozott, melyet Lenkovics 20 főre javasolt megnövelni. Megerősítésére vélhetően anyagiak hiányában nem került sor és a várat 1577-ben el is foglalta a Ferhát pasa vezette török sereg. Ezt követően eltűnt a végek várainak felsorolásából. Ezután a török a várat többször is átépítette és megerősítette. Ekkor épült a külső vár, melyet különösen a sebezhető déli-délkeleti oldalon három ágyútoronnyal, vastag falakkal és kapukkal erősítettek. Valószínűleg ennek az átépítésnek esett áldozatul a középkori vár, melyből mára semmi sem maradt. A keleti oldalon található magaslatot ugyancsak megerősítették, de ebből is csak egy félköríves torony és némi falmaradvány látható.
A pećigradi muszlim gyülekezethez Stari Grad, Buljubašići, Pećka Brda, Mujakići, Rošići, Ćatići, Donja és Gornja Lučka, Krivaja, Crna Gora és Močila falvak tartoznak. A gyülekezetnek 760 háztartása van, és van egy mecsete, amelyet az oszmán uralom idején, a muszlim naptár szerint 1182-ben építettek. A Bosznia-Hercegovina elleni agresszió során a mecsetet elpusztították, felújítása 1999-től 2000-ig tartott. Az állandó imám szolgálatot ebben a gyülekezetben a következő imámok végezték: Jafer Beganović, Mehmed Sabljaković efendi (aki a második világháborúban a mecset küszöbén halt mártírhalált), Ubejd Mujagić (1976-ig), majd Šahinović efendi, Arif Bajrić, Zuhdija Mulalić, Nevres Rustemović és Vahid Ljubijankić efendi, aki 2001 óta a gyülekezet jelenlegi imámja.

## Nevezetességei
- Pécs várának romjaiból mára csak a török hódítók által épített részek maradtak meg. Ezekből aránylag jó állapotban áll a keleti kapu és az ezt védő sokszögá ágyútorony. A másik két bástya teljesen leomlott, helye feltöltődött. A várral szembeni dombon is áll egy magányos torony. Az egykori vár területén áll a régi mecset és látható még a bég egykori lakóháza, valamint egyéb, ma lakóházként használt épületek is.[4]

- A falu központjában áll az 1999-2000-ben teljesen újjáépített mecset a minarettel.